# From Fear to Eternity
From Fear to Eternity: The Best of 1990 - 2010 es un álbum recopilatorio de la banda británica de heavy metal Iron Maiden que contiene una selección de temas lanzados originalmente dentro de sus ocho últimos álbumes de estudio desde No Prayer for the Dying hasta The Final Frontier. Su nombre proviene del sencillo lanzado en 1992 titulado "From Here to Eternity", aunque éste, no está incluido en el disco.
El lanzamiento del álbum fue anunciado el 15 de marzo de 2011, programado para el 23 de mayo de 2011 por el sello discográfico EMI, aunque luego fue cambiado al 6 de junio. A diferencia de la recopilación anterior (Somewhere Back in Time), ésta contiene 2 CD, para poder incluir temas más largos; a pesar de ello, el precio es el de un solo álbum.
Tal como en Somewhere Back in Time, todos los temas son cantados por su vocalista Bruce Dickinson, ya que a pesar de que Blaze Bayley fue el vocalista de la banda para los álbumes The X Factor y Virtual XI, se optó nuevamente por utilizar versiones en vivo de los temas cantados posteriormente por su actual vocalista.

## Portada
La portada del álbum fue diseñada por Melvyn Grant y sirve para hacer referencia a cada lanzamiento de estudio relevante. Aparecen tres representaciones de Eddie, vestido como la muerte (como en Dance of Death), otra encima del tanque de A Matter of Life and Death, que está impreso con el símbolo "Cross-Keys" de The Final Frontier y un gran hombre de mimbre en llamas (el primer sencillo de Brave New World). La obra de arte también contiene el árbol de Fear of the Dark, la lápida de No Prayer for the Dying, una gran "X" en el tronco del árbol (que representa a The X Factor) y las figuras retorcidas y la estructura del edificio quemado de la portada de Virtual XI.

## Lista de canciones

### Disco uno
| N.º | Título | Escritor(es)              | Duración |  |
| 1.  | «The Wicker Man» (de Brave New World)                                                                               | Smith, Harris, Dickinson  | 4:36     |  |
| 2.  | «Holy Smoke» (de No Prayer for the Dying)                                                                           | Dickinson, Harris         | 3:49     |  |
| 3.  | «El Dorado» (de The Final Frontier)                                                                                 | Smith, Harris, Dickinson  | 6:49     |  |
| 4.  | «Paschendale» (de Dance of Death)                                                                                   | Smith, Harris             | 8:28     |  |
| 5.  | «Different World» (de A Matter of Life and Death)                                                                   | Smith, Harris             | 4:19     |  |
| 6.  | «Man on the Edge (en vivo)» (Lado B del sencillo The Wicker Man; versión original lanzada en el álbum The X Factor) | Bayley, Gers              | 4:40     |  |
| 7.  | «The Reincarnation of Benjamin Breeg» (de A Matter of Life and Death)                                               | Murray, Harris            | 7:22     |  |
| 8.  | «Blood Brothers» (de Brave New World)                                                                               | Harris                    | 7:14     |  |
| 9.  | «Rainmaker» (de Dance of Death)                                                                                     | Murray, Harris            | 3:49     |  |
| 10. | «Sign of the Cross (en vivo)» (de Rock in Rio; versión original lanzada en el álbum The X Factor)                   | Harris                    | 10:49    |  |
| 11. | «Brave New World» (de Brave New World)                                                                              | Murray, Harris, Dickinson | 6:19     |  |
| 12. | «Fear of the Dark (en vivo)» (de Rock in Rio; versión original lanzada en el álbum Fear of the Dark)                | Harris                    | 7:41     |  |

### Disco dos
| N.º | Título                                                                                     | Escritor(es)             | Duración |  |
| 1.  | «Be Quick or Be Dead» (de Fear of the Dark)                                                | Dickinson, Gers          | 3:24     |  |
| 2.  | «Tailgunner» (de No Prayer for the Dying)                                                  | Dickinson, Harris        | 4:15     |  |
| 3.  | «No More Lies» (de Dance of Death)                                                         | Harris                   | 7:22     |  |
| 4.  | «Coming Home» (de The Final Frontier)                                                      | Smith, Harris, Dickinson | 5:52     |  |
| 5.  | «The Clansman (en vivo)» (de Rock in Rio; versión original lanzada en el álbum Virtual XI) | Harris                   | 9:06     |  |
| 6.  | «For the Greater Good of God» (de A Matter of Life and Death)                              | Harris                   | 9:25     |  |
| 7.  | «These Colours Don't Run» (de A Matter of Life and Death)                                  | Smith, Harris, Dickinson | 6:52     |  |
| 8.  | «Bring Your Daughter... to the Slaughter» (de No Prayer for the Dying)                     | Dickinson                | 4:44     |  |
| 9.  | «Afraid to Shoot Strangers» (de Fear of the Dark)                                          | Harris                   | 6:57     |  |
| 10. | «Dance of Death» (de Dance of Death)                                                       | Gers, Harris             | 8:36     |  |
| 11. | «When the Wild Wind Blows» (de The Final Frontier)                                         | Harris                   | 11:02    |  |

## Integrantes
- Bruce Dickinson - vocalista
- Dave Murray - guitarrista
- Janick Gers - guitarrista
- Adrian Smith - guitarrista, voz secundaria (excepto en "Holy Smoke", "Tailgunner", "Be Quick or Be Dead", "Afraid to Shoot Strangers", y "Bring Your Daughter... to the Slaughter")
- Steve Harris - bajista, teclista
- Nicko McBrain - baterista

Músicos adicionales
- Michael Kenney - teclista en "Sign of the Cross", "Afraid to Shoot Strangers", "Fear of the Dark" y "The Clansman"